# 프시타코사우루스속의 종 목록

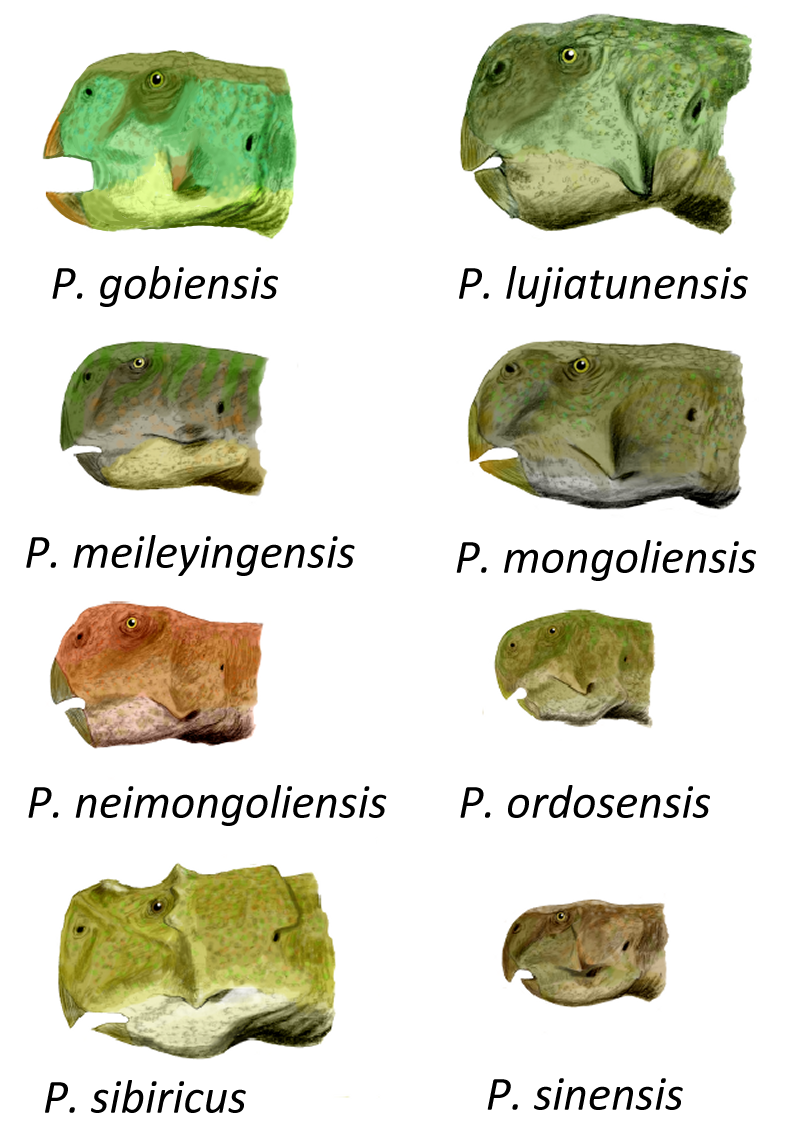
프시타코사우루스 속에 포함된 여덟 종의 복원도. 자세한 모습을 보기 위해서는 본문을 참고할 것.

프시타코사우루스는 열일곱 개의 종을 거느리고 있는 멸종한 각룡류 공룡의 속인데, 아홉에서 열한 개의 종만이 유효한 것으로 간주된다. 이것은 한 공룡 속이(새를 제외한다면) 거느리고 있는 유효한 종의 수로는 가장 많은 것이다. 이와는 대조적으로 대부분의 공룡 속은 단 하나의 종으로 구성되어 있다.
어떤 종들은 두개골만 알려져 있기 때문에 프시타코사우루스의 종들은 기본적으로 두개골과 이빨의 특징으로 구분된다. 몇몇 종들은 골반의 특징으로도 구분할 수 있다. 대부분의 종들은 몸 크기 추정치가 발표되지 않았거나 보존이 좋지 않아 알 수 없는 상태다. 하지만 잘 확립된 종들에 대해서는 두개골이나 넙다리뼈의 수치가 발표되어 있으므로 크기 비교를 위해서는 이 수치들을 이용할 수 있다. 아래의 종들은 동물이명인 것이 우선권 있는 종명과 같이 열거된 것을 제외하면 보고된 순서대로 나열되었다.

## 프시타코사우루스 몽골리엔시스Psittacosaurus mongoliensis(모식종)

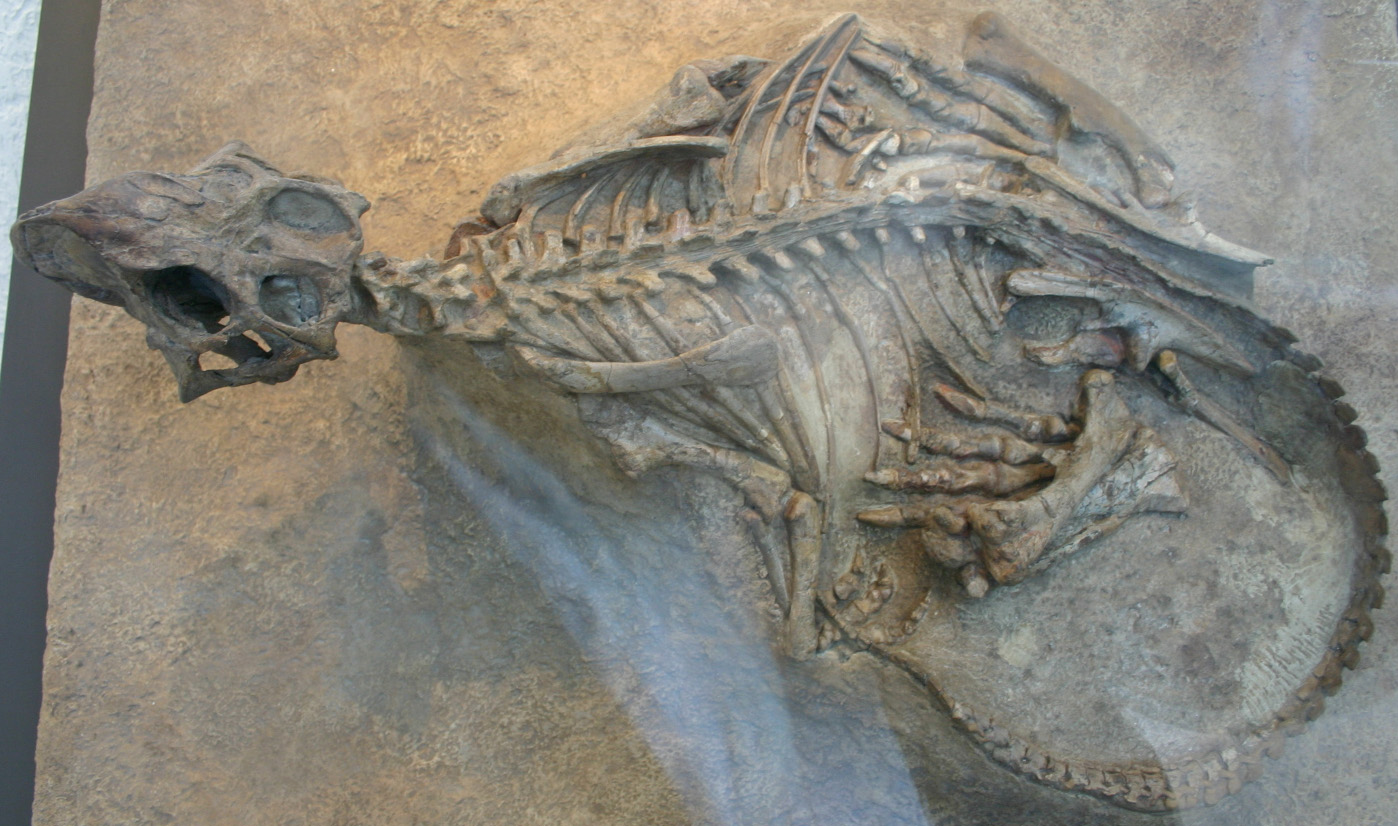
프시타코사우루스 몽골리엔시스의 완모식표본

프시타코사우루스 몽골리엔시스는 프시타코사우루스 속의 모식종이며 미국 고생물학자인 헨리 페어필드 오스본이 1923년에 명명했다. 이 종의 화석은 1922년에 미국 자연사박물관의 몽골 고비 사막 탐사에서 탐사대의 운전수 중 한 명이 모식표본인 AMNH 6254를 발견하면서 처음 알려졌다. 같은 탐사에서 프로토케라톱스, 오비랍토르, 그리고 벨로키랍토르 등 몽골의 유명한 공룡들이 많이 발견되었다. 후일 몽골, 러시아, 중국, 미국, 폴란드, 일본, 그리고 캐나다 등의 고생물학자들 역시 탐사를 진행해 몽골 및 중국 북부 일대에서 많은 화석들을 찾았다. 이 지역에서 프시타코사우루스 몽골리엔시스 화석은 백악기 전기 압트절에서 알비절, 혹은 1억2500만년에서 1억년의 연대를 가지는 대부분의 퇴적층에서 발견되고 있다. 75 개체의 화석이 발굴되었고 그 중 20 개체는 두개골을 포함하여 골격 전체가 보존되어 있었다. 몸길이 13cm 의 갓 태어난 새끼에서부터 몸길이가 거의 2m 에 달하는 아주 늙은 성체까지 전 연령대에 걸친 개체들이 발견되었다.

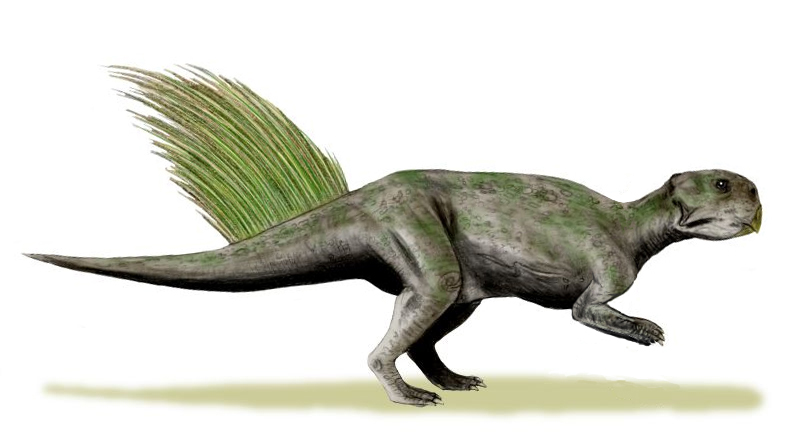
P. mongoliensis의 복원도

P. mongoliensis의 두개골은 위쪽, 그 중에서도 두개골 뒤쪽이 매우 평평하고, 상악골의 바깥쪽 표면에 삼각형으로 움푹 들어간 부분, 즉 전안와창이 있다. 하악골의 아래쪽에는 테두리가 있지만 P. meileyingensis 나 P. major (=P. lujiatunensis)처럼 눈에 띄는 것은 아니다. P. mongoliensis는 알려진 종들 중 가장 큰 편에 속한다. 모식표본의 두개골은 어린 개체로 보이는데, 길이가 15.2 cm이며 같이 발견된 넙다리뼈의 길이는 16.2 cm이다. 다른 표본들은 이보다 크고 가장 큰 넙다리뼈는 길이 21 cm 인 것이 발견되었다.

### 프로티구아노돈 몽골리엔세 (Protiguanodon mongoliense) 와 프시타코사우루스 프로티구아노덴시스 (Psittacosaurus protiguanodensis)

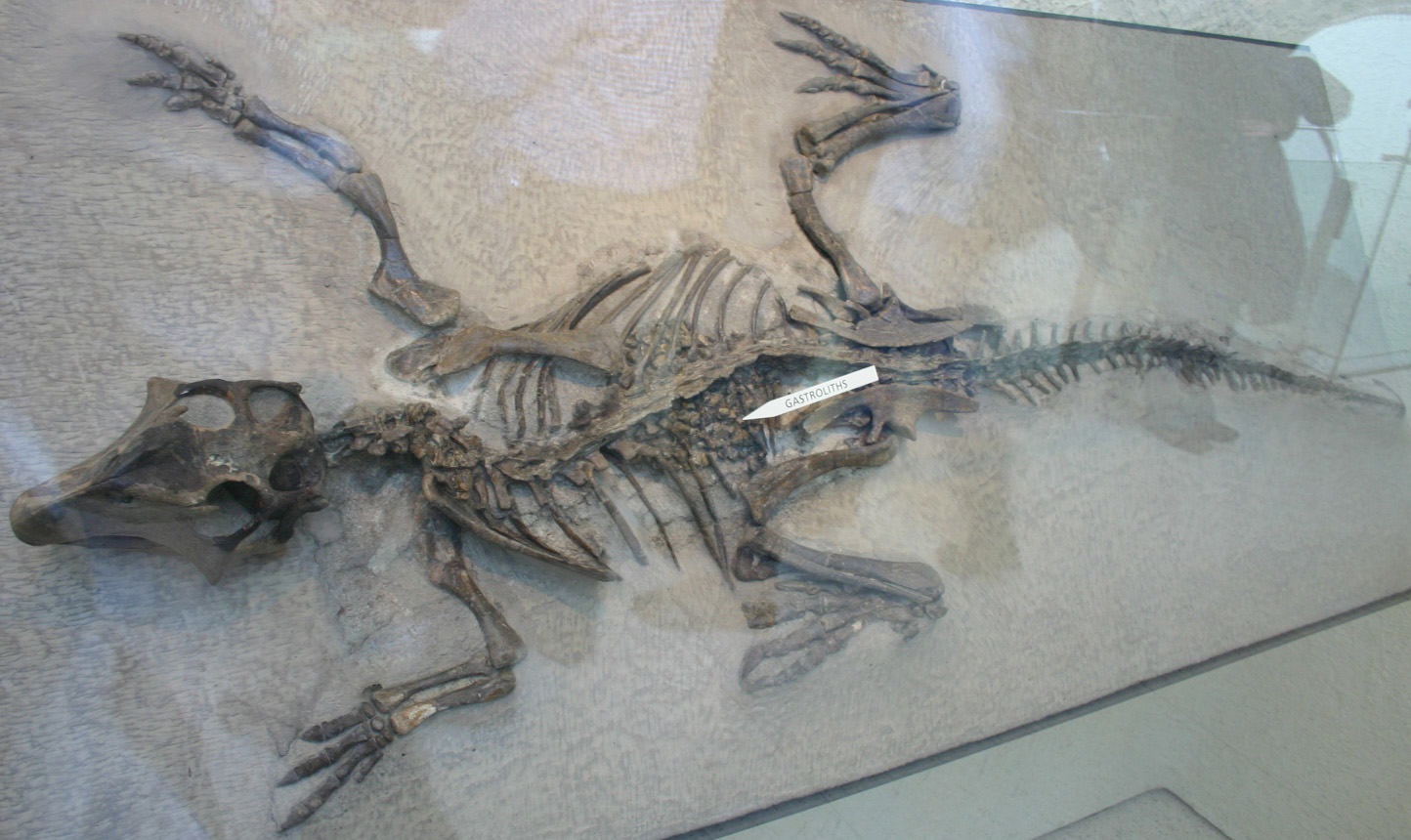
P. mongoliensis 표본인 AMNH 6254는 "프로티구아노돈" 혹은 "프시타코사우루스 프로티구아노덴시스"로 불린다.

프시타코사우루스 몽골리엔시스 (Psittacosaurus mongoliensis)를 기재하던 1923년에 오스본은 근처에서 발견된 다른 골격이 조각류인 이구아노돈의 조상이라고 생각해 프로티구아노돈 몽골리엔세(Protiguanodon mongoliense) 라는 이름을 붙였다. 이 골격을 더 처리하자 프시타코사우루스 몽골리엔시스와 거의 동일하다는 것이 분명해졌다.  1958년에 중국 고생물학자인 양 종졘 (C.C. 영 Young이라는 이름으로 더 잘 알려져 있다) 이 이것을 프시타코사우루스 프로티구아노덴시스(Psittacosaurus protiguanodensis)로 재명명했다. 오늘날 이 표본은 보통 프시타코사우루스 몽골리엔시스로 분류되며 프로티구아노돈 몽골리엔세와 프시타코사우루스 프로티구아노도넨시스는 먼저 명명된 프시타코사우루스 몽골리엔시스의 동물이명으로 취급된다.

### 프시타코사우루스 오스보르니 (Psittacosaurus osborni)
1931년에 C.C. 영은 중국 내몽골에서 발견된 두개골 일부로부터 프시타코사우루스의 새로운 종을 명명했다. 이 두개골은 헨리 페어필드 오스본의 이름을 따서 P. osborni 로 명명되었다.이 종의 유효성에 대해서는 논란이 있다. 세레노는 1990년에 이것이 같은 연대를 가지는 주변 지층에서 발견되는 P. mongoliensis 의 동물이명이라고 간주했다. 요우와 도드슨은 2004년에 표에는 유효한 종으로 포함시켰지만 본문에서는 언급하지 않았다. 2010년 리뷰에서 세레노는 다시 P. osborni를 P. mongoliensis 의 동물이명으로 잠정적으로 간주했다. 내몽골에서 유효한 프시타코사우루스의 종이 여럿 발견되었기 때문이다.

### 프시타코사우루스 팅이 (Psittacosaurus tingi)
영은 1931년의 보고서에서 P. osborni와 함께 Psittacosaurus tingi를 기재했다. 불완전한 두개골 몇 개에 기반한 것이었다. 영은 후에 P. tingi를 P. osborni 의 동물이명으로 간주했다. 요우와 도드슨은 2004년의 연구에서 이를 따랐으나, 세레노는 두 종을 모두 P. mongoliensis 의 동물이명으로 보았다. 세레노는 2010년 연구에 수록된 표에서 P. tingi를 의문명으로 표시했다.

### 프시타코사우루스 구양엔시스 (Psittacosaurus guyangensis)
중국 내몽골 자치구의 구양 지방에서 발견된 두개골의 앞쪽 절반이 1983년에 프시타코사우루스 구양엔시스로 보고되었다. 해당 지역에서 여러 개체로의 몸통 조각들이 발견되어 같은 종으로 분류되었다. 표본들이 P. mongoliensis의 모식표본과는 차이가 있지만 P. mongoliensis의 다른 개체들에서 발견되는 변이의 범위 내에는 들어가기 때문에 더 이상 유효한 종으로 간주되지 않는다. 요우와 도드슨은 2004년 연구에 수록된 표에서 P. guyangensis를 유효한 분류군으로 포함시켰지만 본문에서는 유효한 분류군에 포함시키지 않았다.

## 프시타코사우루스 시넨시스 (Psittacosaurus sinensis)

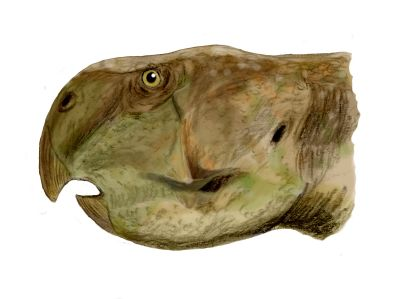
Psittacosaurus sinensis.

1950년대에 베이징 남동쪽 샨동 성의 압트절-알비절 지층인 칭샨 층에서 새로운 프시타코사우루스 종이 발견되었다. C.C. 영은 이것을 몽골에서 발견된 P. mongoliensis 와 구분해 프시타코사우루스 시넨시스 (Psittacosaurus sinensis) 로 명명했다. 그 이후 20 개체 이상의 화석이 발견되었는데 몇몇은 두개골과 골격 전체가 온전히 보존되어 있어서 P. mongoliensis 이후로 가장 잘 알려진 종이 되었다.
P. sinensis는 두개골의 여러 특징으로 인해 다른 종과는 쉽게 구분된다. 성체의 두개골은 P. mongoliensis 의 두개골보다 작고 이빨의 개수도 적다. 전상악골이 두개골의 바깥쪽에서 광대뼈와 만난다. 광대뼈는 옆으로 넓게 펼쳐져 P. sibiricus 와 P. lujiatunensis를 제외하면 다른 어떤 프시타코사우루스보다 넓은 비례의 뿔을 형성한다. 옆으로 펼쳐진 뺨 때문에 두개골은 길이보다 너비가 더 크다. 눈 뒤에는 광대뼈와 후안와골이 만나는 곳에 작은 '뿔 이 있다는데 이것은 P. sibiricus 에서도 볼 수 있는 특징이다. 아래턱에는 다른 종들에서 볼 수 있는 하악창이 없으며 아래턱 전체가 바깥쪽으로 굽어 있어 위턱이 아래턱보다 앞으로 튀어나와 있는 것처럼 보인다. P. sinensis 두개골의 길이는 11.5 cm 정도이다.

### 프시타코사우루스 영이(Psittacosaurus youngi)
중국 고생물학자 자오 시진 (Zhao Xijin) 이 지도교수였던 C.C. 영의 이름을 따서 1962년에 명명했다. 하지만 두개골과 골격 일부로 구성된 프시타코사우루스 영이(Psittacosaurus youngi)는 P. sinensis 와 같은 지층에서 발견되었고 매우 유사한 모습이기 때문에 보통 더 잘 알려진 P. sinensis 의 동물이명으로 취급된다. P. guyangensis 와 P. osborni 와 마찬가지로 요우와 도드슨은 2004년 연구에서 표에는 유효한 종으로 표기했지만 본문에서는 유효한 종에 포함시키지 않았다.

## 프시타코사우루스 신장엔시스 (Psittacosaurus xinjiangensis)
1988년에 자오와 미국의 고생물학자인 폴 세레노가 발견지인 신장 자치구에서 이름을 딴 프시타코사우루스 신장엔시스 (Psittacosaurus xinjiangensis)를 명명했다. 여러 나이대의 개체들이 1970년대 초에 중국 고생물학자들에 의해 발견되었고 세레노와 자오가 보고했다. 완모식표본이자 가장 완전한 골격은 어린 개체의 것이다. 성체의 골격이 후에 신장의 다른 지역에서 발견되었다. 이 표본들은 압트절에서 알비절의 연대를 가지는 투굴루 층군의 상부지층에서  발견되었다.
이 종은 앞쪽이 납작한 뺨의 '뿔'이 눈에 띄는 것이 주된 특징이고 이빨에도 이들만의 특징이 있다. 골반을 구성하는 세 뼈 중 하나인 장골에는 관골구 뒤쪽에 특징적으로 긴 돌기가 있다. 성체의 넙다리뼈 길이가 16 cm 인 것이 보고되어 있다.

## 프시타코사우루스 메일레잉엔시스 (Psittacosaurus meileyingensis)

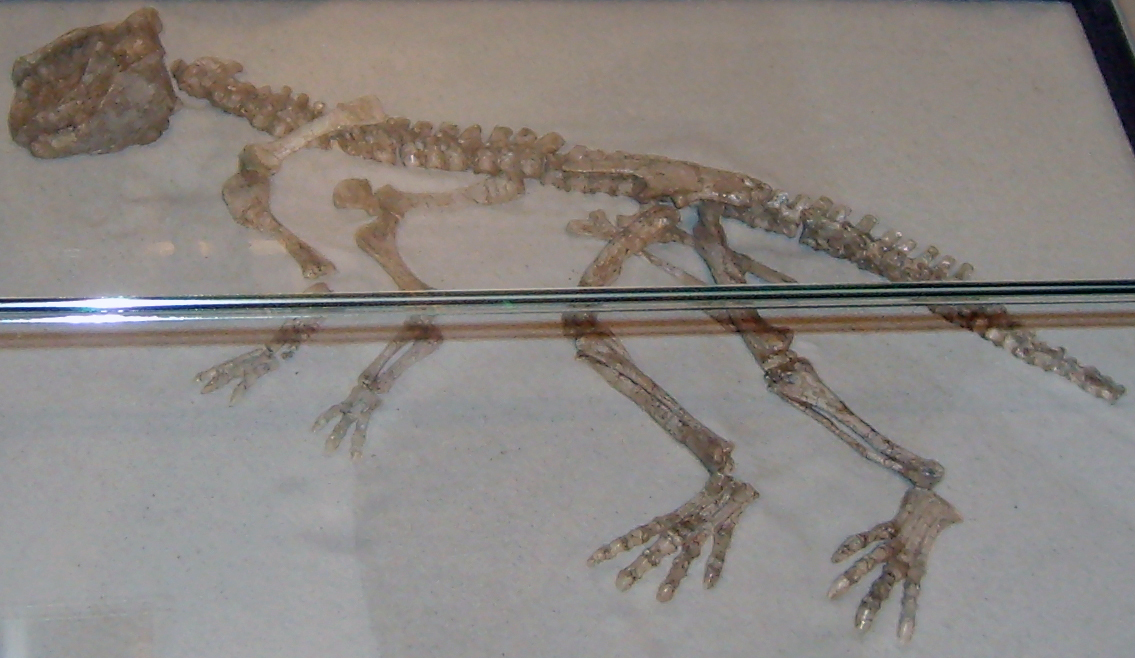
코펜하겐의 동물학박물관에 있는 프시타코사우루스 메일레잉엔시스 Psittacosaurus meileyingensis 화석

세레노와 자오, 그리고 두 명의 중국인 동료들이 1988년에 보고한 두번째 종은 중국 북동부 랴오닝성의 메일레잉지 마을 부근 지우포탕 층에서 발견된 프시타코사우루스 메일레잉엔시스 (Psittacosaurus meileyingensis) 다. 표본은 네 개의 두개골과 그 중 하나에 연결된 골격 일부로 1973년 중국 과학자들에 의해 발견되었다. 지우포탕 층의 연대는 알려지지 않았으나 인근 지역인 내몽골은 1억1000만년, 백악기 전기의 알비절에 해당한다.

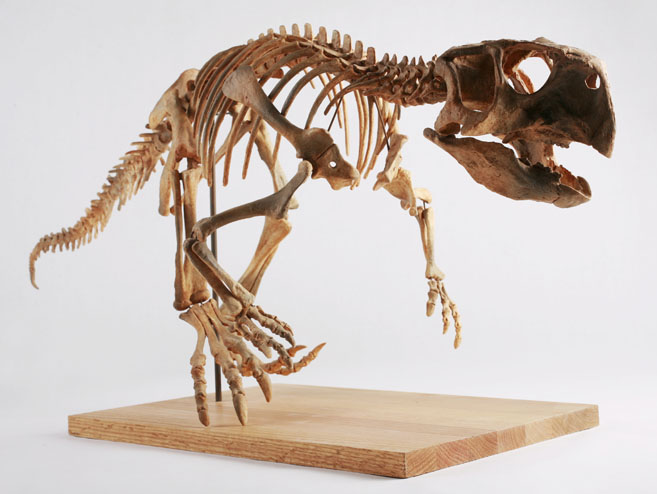
인디애나폴리스 어린이박물관에 전시된 P. meileyingensis 캐스트.

P. meileyingensis 은 프시타코사우루스 종들 중 가장 짧은 주둥이와 프릴을 가지고 있고 옆에서 보면 두개골이 거의 둥근 모양이다. 눈구멍은 삼각형에 가까우며 하악골의 아래쪽에는 테두리가 있는데 P. major (=P. lujiatunensis) 에도 이와 유사한 테두리가 있고 그보다는 덜 두드러지지만 P. mongoliensis, P. lujiatunensis, P. sattayaraki,  그리고 P. sibiricus 에도 하악골 아래쪽에 테두리가 있다. 모식표본인 두개골은 성체의 것으로 보이며 길이는 13.7 cm이다.

## 프시타코사우루스 사타야라키 (Psittacosaurus sattayaraki)
프랑스 고생물학자인 에릭 부페토 (Eric Buffetaut) 와 태국인 동료 바라부드 수티토른은 1992년에 태국의 압트절-알비절에 해당하는 콕크루앗 층에서 윗턱 일부와 아래턱을 발견하여 보고하면서 프시타코사우루스 사타야라키 (Psittacosaurus sattayaraki) 로 명명했다. 2000년에 세레노는 표본의 침식이 심하고 단편적이며 프시타코사우루스 속의 특징들이 보이지 않는다는 점 등을 들어 이 종의 유효성에 의문을 제기했다. 2002년에 원저자들은 아래턱 표본의 새로운 사진을 논문에 실었는데 여기에 보이는 이빨에서는 프시타코사우루스의 특징인 수직으로 뭉툭하게 융기한 줄무늬를 볼 수 있었다. 어떤 저자들은 이 종이 유효하다고 보지만, 어떤 저자들은 여전히 이 종의 유효성을 의심하고 있다. 2010년에 세레노는 이 표본은 아무리 잘 해야 세부 분류는 알 수 없는 각룡류 (Ceratopsia incertae sedis) 라고 주장했다.
P. sattayaraki 의 하악골은 P. mongoliensis, P. sibiricus, P. lujiatunensis, 그리고 P. meileyingensis 등에서 볼 수 있는 것과 비슷한 테두리를 가지고 있지만 이들 종들보다는 덜 두드러진다. 표본의 크기는 P. sinensis 와 대략 비슷해 보인다. 이 종이 유효하다면 프시타코사우루스 속에서는 가장 남쪽에서 발견되는 종이 된다.

## 프시타코사우루스 네이몽골리엔시스 (Psittacosaurus neimongoliensis)

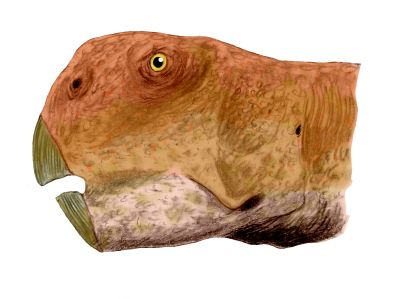
프시타코사우루스 네이몽골리엔시스.

캐나다인인 데일 러셀과 자오가 1996년에 프시타코사우루스 속의 두 신종을 보고했다. 첫번째 종은 내몽골의 중국어 명칭을 따서 프시타코사우루스 네이몽골리엔시스 (Psittacosaurus neimongoliensis) 로 명명되었다. 표본은 두개골의 대부분을 포함하여 거의 완전한 골격으로 구성되어 있으며 백악기 전기의 에진호로 층에서 그 외의 일곱 개체와 함께 발견되었다.
P. neimongoliensis 의 이마뼈는 다른 종들과 비교했을 때 눈에 띄게 좁아서 두개골이 전체적으로 좁다. 골반의 좌골이 넙다리뼈보다 길어서 이 부분의 골격이 알려져 있는 다른 종들과 역시 차이가 있다.  모식표본의 두개골 길이는 13.2 cm이며 넙다리뼈의 길이는 13 cm이지만 완전히 다 자란 개체는 아니다. P. neimongoliensis 의 성체는 아마도 P. mongoliensis 보다 작았을 텐데 상대적으로 두개골과 꼬리는 길었다.

## 프시타코사우루스 오르도센시스 (Psittacosaurus ordosensis)

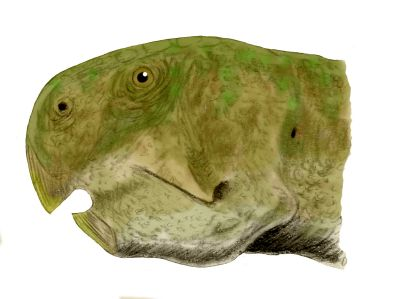
프시타코사우루스 오르도센시스 (Psittacosaurus ordosensis).

러셀과 자오는 프시타코사우루스 오르도센시스 (Psittacosaurus ordosensis) 도 1996년에 명명했다. 이름은 내몽골 자치구의 오르도스 시에서 따온 것이다. 모식표본은 두개골 일부를 포함하여 거의 완전한 골격으로 구성되어 있다. 하지만 두개골, 아래턱, 그리고 발만이 기재되어 있다. 추가로 세 개의 표본이 이 종에 속하는 것으로 분류되었지만 기재되지는 않았다. P. neimongoliensis 와 마찬가지로 이 종은 에진호로 층에서 발견되었다.
P. ordosensis는 광대뼈의 여러 특징으로 구분되는데, 광대뼈의 '뿔'이 특히 눈에 띈다. 또 알려진 프시타코사우루스의 종들 중 가장 작은 종이다. 성체의 두개골 길이가 9.5 cm 에 불과하다. 세레노는 2010년에 기재된 이 종의 특징이 역시 작은 몸집의 프시타코사우루스 종인 P. sinensis 거의 구분하기 힘들다는 것을 발견했으나 P. ordosensis를 추가적으로 연구하면 종을 구분할 수 있는 특징을 발견할 수 있을 것이라고 보았다. 세레노는 잠정적으로 P. ordonensis를 의문명으로 간주하였다.

## 프시타코사우루스 마종샤넨시스 (Psittacosaurus mazongshanensis)
중국 고생물학자인 쉬싱은 1997년에 완전한 두개골, 그와 연관된 척추 및 앞다리로부터 새로운 프시타코사우루스 종을 명명했다. 이 표본은 간수 성에서 내몽골과의 국경 가까운 지역에서 발견되었다. 이 종은 가까이에 있는 산인 마종샨 (말갈기 산이라는 의미)의 이름을 따서 프시타코사우루스 마종샤넨시스 (Psittacosaurus mazongshanensis) 라고 명명되었으며 예비연구의 형식으로 보고되었다. 불행히도 두개골은 중국의 척추고생물학 및 고인류학 연구소(IVPP, Institute of Vertebrate Paleontology and Paleoanthropology)에 보관되어 있는 동안 훼손되어 이빨 전부를 포함한 일부가 유실되었다. 표본들은 신민바오 층의 하부지층에서 발견되었는데 신민바오 층은 정확한 연대측정이 이루어지지 않았으나 바렘절 후기에서 압트절에 걸쳐 퇴적되었다는 증거가 있다.
세레노는 2000년에 P. mazongshanensis 가 다른 종들과 구분될 만한 특징이 없기 때문에 의문명으로 간주되어야 한다고 주장했다. 하지만 더 최근의 연구자들은 상대적으로 긴 주둥이가 다른 프시타코사우루스 종들과 구분되며 위턱의 상악골에서 바깥쪽 및 아래쪽으로 튀어나와 있는 돌기 역시 눈에 띄는 특징이라고 지적했다. 상악골의 돌기부분은 현재 유실된 상태다. 그 외에 원래 종을 구분할 수 있는 특징으로 제시되었던 것들은 두개골이 화석화된 이후 변형된 결과인 것으로 받아들여지고 있다.  세레노는 2010년 연구에서 여전히 P. mazongshanensis 의 유효성에 대해 의구심을 버리지 않고 있다.

## 프시타코사우루스 시비리쿠스 (Psittacosaurus sibiricus)

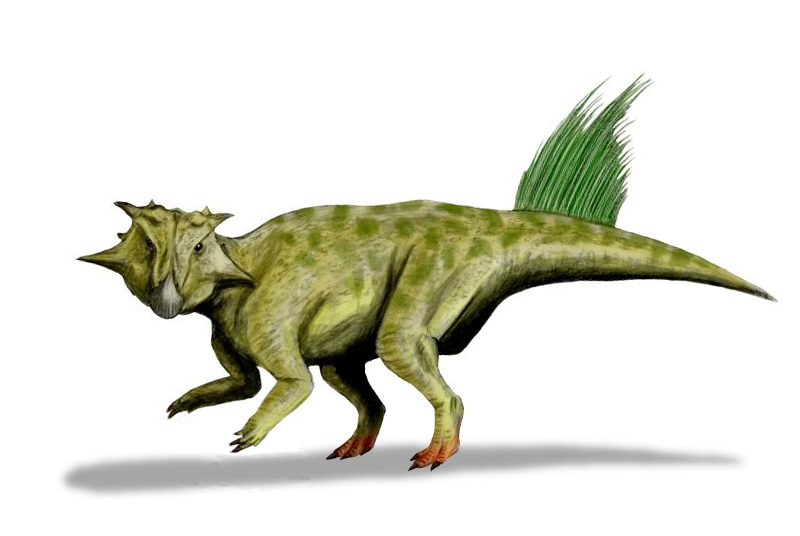
P. sibiricus의 복원도

1950년대부터 러시아 고생물학자들이 시베리아의 케메로보 주 셰스타코보 마을 인근에서 프시타코사우루스 화석을 발굴하기 시작했다. 1990년대에 그와 가까운 장소 두 곳에서 더 탐사가 이루어졌고 한 곳에서 여러 마리의 완전한 골격이 발견되었다. 이 종은 2000년에 다섯 명의 러시아 고생물학자들에 의해 프시타코사우루스 시비리쿠스 (Psittacosaurus sibiricus) 라고 명명되었고 그 중 두 명인 알렉세이 보론케비치와 알렉산더 아베리아노프가 명명자가 되었다. 이 화석은 2006년까지 완전한 기재가 이루어지지 않았다. 거의 완전하고 온전히 보존된 골격 두 개체를 비롯해 다양한 나이대의 개체들로부터 유래한 여러 조각들이 시베리아의 일렉 층(Ilek Formation)에서 발견되었으며 연대는 백악기 초기의 압트절에서 알비절에 걸쳐있다.
P. sibiricus는 알려진 종들 중 가장 큰 프시타코사우루스이다. 모식표본의 두개골 길이는 20.7 cm 이고 넙다리뼈의 길이는 22.3 cm이다. 또 목 부분의 프릴도 특징적인데, 다른 종들보다 길어서 두개골 전체 길이의 15에서 18%를 차지한다. P. sibiricus 의 가장 눈에 띄는 특징은 눈 주위의 '뿔'들인데, 후안와골 각각에 세 개씩의 돌기가 있고, 눈 앞쪽 눈꺼풀 부위에 하나씩 있다. 비슷한 뿔이 P. sinensis 의 후안와골에도 있는데 P. sibiricus 만큼 눈에 띄지는 않지만 아마 상동구조일 것으로 보인다. 광대뼈에는 큰 '뿔'이 있어 전상악골에 닿았을 수 있다. 이 특징은 아마도 근연관계였을 수 있는 P. sinensis 에서도 볼 수 있다. 하악골에는 테두리가 있어서 P. mongoliensis, P. meileyingensis, 그리고 P. sattayaraki 등과 비슷해 보인다. P. sibiricus 가 다른 프시타코사우루스 종들과 구분되는 특징들을 나열하면 32 개나 되고, 그 중 여섯 가지는 P. sibiricus 에서만 발견된다. 이 특징들은 대부분 두개골에 몰려있으나 한 가지 독특한 점은 척추가 발견된 다른 종들이 두개골과 골반 사이에 21 개 내지 22 개의 척추뼈를 가지고 있는데 비해 P. sibiricus는 같은 부위에 23 개의 척추를 가지고 있다는 것이다.

## 프시타코사우루스 루지아투넨시스 (Psittacosaurus lujiatunensis)

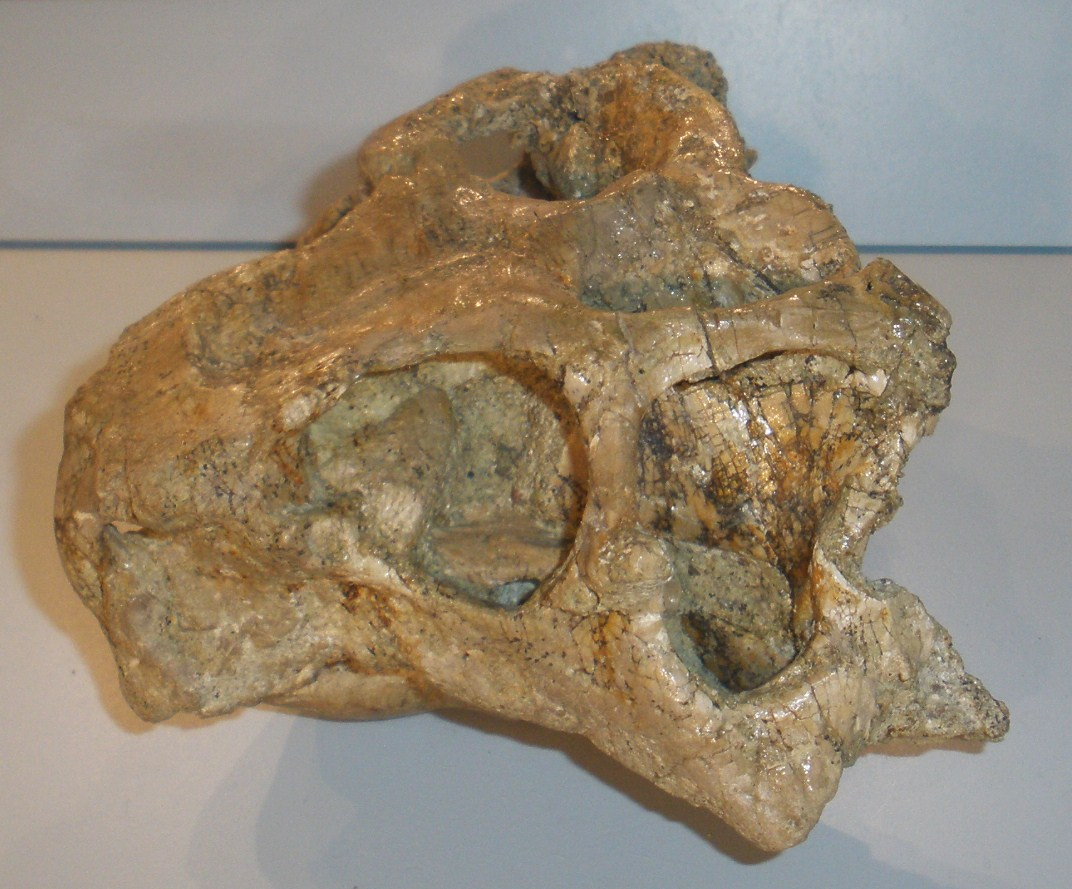
프시타코사우루스 루지투넨시스(Psittacosaurus lujiatunensis).

프시타코사우루스 루지투넨시스 (Psittacosaurus lujiatunensis)는 2006년에 중국 고생물학자 저우 창푸와 세 명의 중국인 동료들이 명명했으며 알려진 프시타코사우루스의 종들 중 가장 오래된 편에 속한다. 네 개의 두개골 랴오닝 성 루자툰 마을 부근의 이셴 층의 하부 지층에서 발견된 네 개의 두개골에 기반했다. 이 지층의 연대는 연구자에 따라 1억2800만년 전 바렘절에에서 1억2500만년 전 압트절 초기,까지 다르게 측정되곤 하는데 개선된 연대측정법에 따르자면 약 1억2300만년 정도로 측정되었다. P. lujiatunensis는 같은 층준에서 발견된 또다른 프시타코사우루스과의 종인 홍샤노사우루스 호우이(Hongshanosaurus houi)와 동시대에 살았다. H. houi 와 동물이명일 수 있다. 세레노는 2010년에 홍샤노사우루스가 프시타코사우루스와 동물이명이라고 보았지만 H. houi 의 모식표본이 불완전하다는 이유로 P. lujiatunensis 와 H. houi는 별개의 종으로 그대로 두었다.
P. lujiatunensis 모식표본의 두개골 길이는 19 cm 이고, 알려진 표본 중 가장 큰 두개골의 길이는 20.5 cm이다. 따라서 이 종은 P. mongoliensis 와 P. sibiricus 와 비슷한 크기이다. P. mongoliensis 의 눈 앞쪽에는 구멍이 하나 있다. 광대뼈는 바깥쪽으로 넓게 펼쳐져 있어 P. sinensis 와 마찬가지로 두개골의 길이보다는 너비가 더 크다. 넓게 펼쳐진 광대뼈는 P. sibiricus 에서도 볼 수 있다. 전체적으로 이 종은 프시타코사우루스의 다른 종들과 비교해 볼 때 몇 가지 원시적인 특징을 보여주는데, 지질학적 연대가 더 오래 되었다는 것과도 잘 맞아떨어진다. P. lujiatunensis는 P. sinensis 나 P. major 로 분류되는 표본에서 볼 수 있는 눈 뒤의 뿔을 가지고 있지 않은 것으로 알려졌으나 후일 이것은 보존 과정에서 왜곡된 것으로 밝혀졌다.

### 프시타코사우루스 마조르 (Psittacosaurus major)

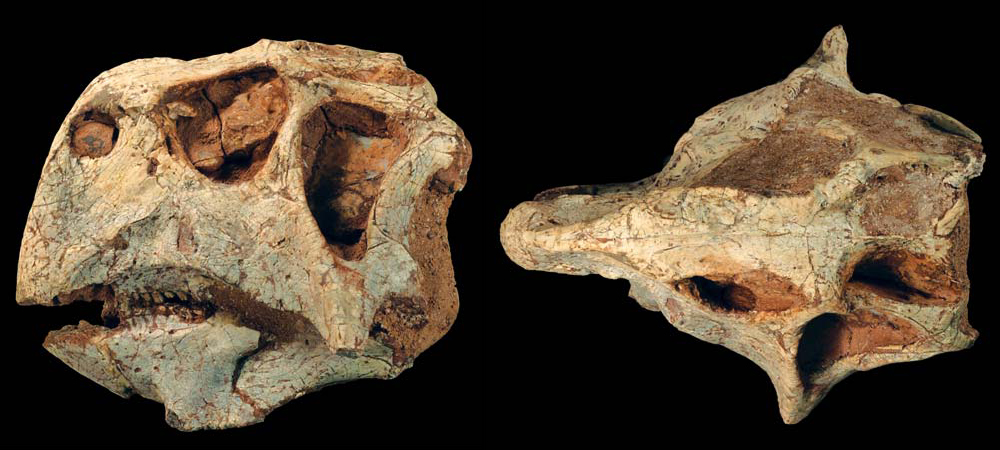
지금은 P. lujiatunensis 의 동물이명으로 간주되는 P. major 의 완모식표본 두개골

예전에 하부 이셴 층에서 발견된 거의 완전하고 상당히 큰 P. lujiatunensis 의 골격을 세레노, 자오와 그 외 두 명의 동료가 2007년에 두개골이 크다는 점을 가지고 별도의 종인 프시타코사우루스 마조르 (Psittacosaurus major) 로 분류했다. 요우와 동료들은 추가로 표본을 발견해 이것이 P. lujiatunensis 와는 다르다는 것에 동의했다.
P. major는 두개골이 원래 몸통 길이의 30% 정도인 P. mongoliensis 와 달리 몸통 길이의 39% 에 달할 정도로 상대적으로 큰 두개골이 특징이다. 모식표본의 두개골은 20.3 cm 로 19.7 cm 인 넙다리뼈보다 길다. 이 뼈들은 P. mongoliensis 의 모식표본보다 크지만 P. mongoliensis 종에서 볼 수 있는 크기의 범위 내에 들어간다. 크기가 크다는 것 외에 두개골은 매우 좁은 주둥이와 광대뼈의 '뿔' 이 P. sinensis 와 P. xinjiangensis, 그리고 다른 P. lujiatunensis를 제외하고는 가장 길다는 특징이 있다. 이 '뿔'들은 다른 종의 표본들과 달리 똑바로 바깥쪽을 향하는 것이 아니라 약간 아래를 향하고 있다. 하악골의 테두리 부분은 P. meileyingensis 와 비슷하지만 더 뚜렷하다. P. lujiatunensis 표본들 역시 두개골이 크긴 하지만 P. major는 전반적인 비율로 구분이 가능하다. P. major 의 두개골은 길고 좁은 반면에 P. lujiatunensis 의 두개골은 넓은 편이다.
하지만 2013년에 형태측정학적 분석을 통한 연구에서 P. lujiatunensis, 와 P. major 사이에 있을 것이라고 생각되었던 이런 차이는 보존 및 눌림에 따른 것으로 밝혀졌다. 이 연구에서 두 종은 같은 종이라는 결론이 내려졌다.

### 프시타코사우루스 호우이 (Psittacosaurus houi)

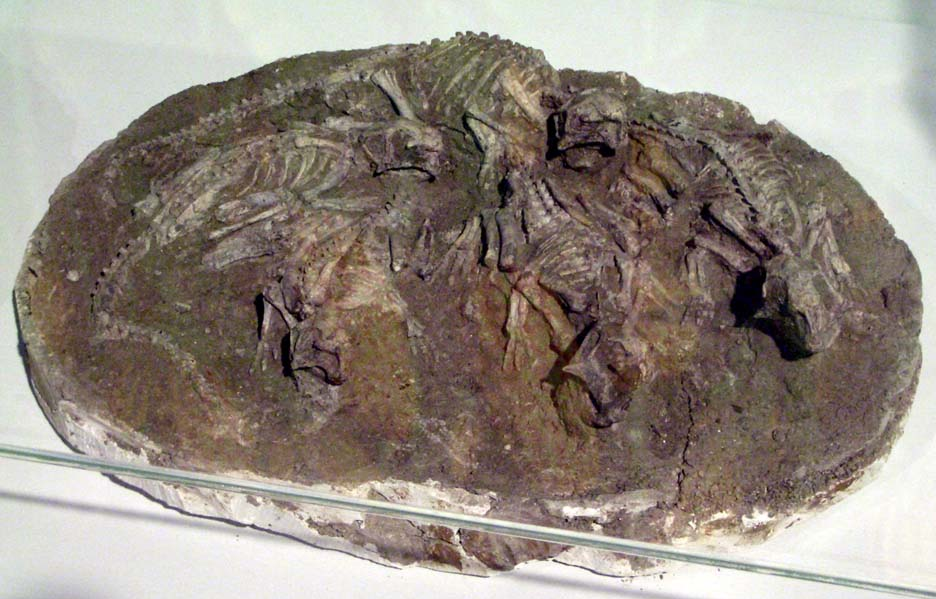
어린 홍샤노사우루스 호우이(Hongshanosaurus houi)의 표본

루지아툰에서 발견된 세번째 프시타코사우루스 종은 2003년에 가장 먼저 홍샤노사우루스 호우이 (Hongshanosaurus houi) 라고 명명되었다. 속명인 홍샤노사우루스는 중국어로 붉은 산이라는 의미의 홍샨 (Hongshan 紅山) 과 그리스어로 "도마뱀"을 뜻하는 사우로스(sauros)에서 온 것이다. 이 이름은 중국 북동부의 고대 문화로 홍샤노사우루스의 두개골이 발견된 지역에 존재했던 신석기 문화인  훙산 문화를 가리키는 것이다. 모식종이자 유일한 종인 H. houi는 베이징에 위치한 척추고생물학 및 고인류학 연구소 (IVPP, Institute of Vertebrate Paleontology and Paleoanthropology)의 교수 호우 롄하이(Hou Lianhai)를 기리기 위한 것으로 호우는 표본의 처리를 담당했다. 속과 종의 이름은 중국 고생물학자 요우 하일루, 쉬싱, 그리고 왕샤오린이 2003년에 붙였다.

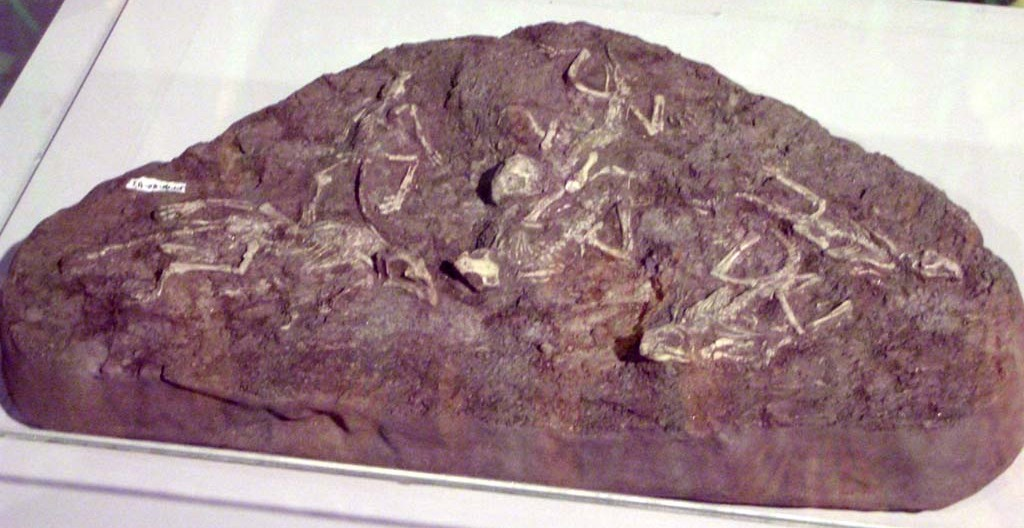
홍샤노사우루스 호우이(Hongshanosaurus houi)의 화석. 홍콩 과학박물관

홍샤노사우루스의 완모식표본인 IVPP V12704는 어린 개체의 두개골로 윗턱의 앞쪽 끝부분과 오른쪽 일부를 제외하면 전체가 온전히 보존된 표본이다. 두개골의 길이는 5 cm 가 조금 안 된다. 이보다 훨씬 큰, 길이 20 cm 정도의 성체 두개골인 IVPP V12617 이 이후에 보고되었다. 이 두개골은 즉각 프시타코사우루스의 두개골과 비슷하다고 받아들여졌으나 몇몇 차이점이 있었다. 두개골이 위아래로 길지 않았고 안와(눈구멍)가 타원형이었다. 세레노는 2010년 연구에서 비율 상의 이런 차이가 홍샤노사우루스 두개골이 눌려서 부스러졌기 때문이라고 보았다. 세레노는 홍샤노사우루스를 프시타코사우루스의 동물이명으로 간주했고, 아마도 P. lujiatunensis 와 같은 종일 것이라고 보았다. 두 종까지 동물이명으로 정하지는 않았는데, H. houi 의 완모식표본인 두개골을 조사하는데 어려움이 있었기 때문이다. 대신 P. houi를 프시타코사우루스 내의 의문명으로 간주했다. 세레노의 가설은 2013년의 형태측정학 연구에서 P. houi 와 P. lujiatunensis 가 동물이명이라는 결과가 나와 지지를 받았다. P. houi 가 먼저 명명된 이름이지만 연구자들은 P. lujiatunensis 의 보존상태가 더 좋기 때문에 정상적인 경우라면 우선권을 가지게 될 P. houi 대신 이 종의 정식 이름이 P. lujiatunensis 가 되어야 한다고 주장했다.

## 프시타코사우루스 고비엔시스 (Psittacosaurus gobiensis)
프시타코사우루스 고비엔시스 (Psittacosaurus gobiensis)는 내몽골에서 발견되었다. P. gobiensis는 발견지의 이름을 따서 2001년에 명명되었다. 소형 (몸길이 1 m) 종이며 세레노, 자오, 그리고 린에 의해 2010년에 보고되었다.표본은 두개골과 부분적으로 완전한 골격 그리고 위석(gastrolith)으로 구성되어 있다. P. gobiensis는 프시타코사우루스의 다른 종들과는 "구조적으로는 중요하지 않지만 상당히 큰 세부사항"에서 차이를 보인다. 예를 들면 후안와골에 피라미드 모양의 뿔이 있다거나, 후안와골과 광대뼈가 만나는 부분이 움푹 들어가 있는 점, 그리고 법랑질의 두께 등이다. P. mongoliensis 와 동시대에 살았다.

## 분류되지 않은 표본들

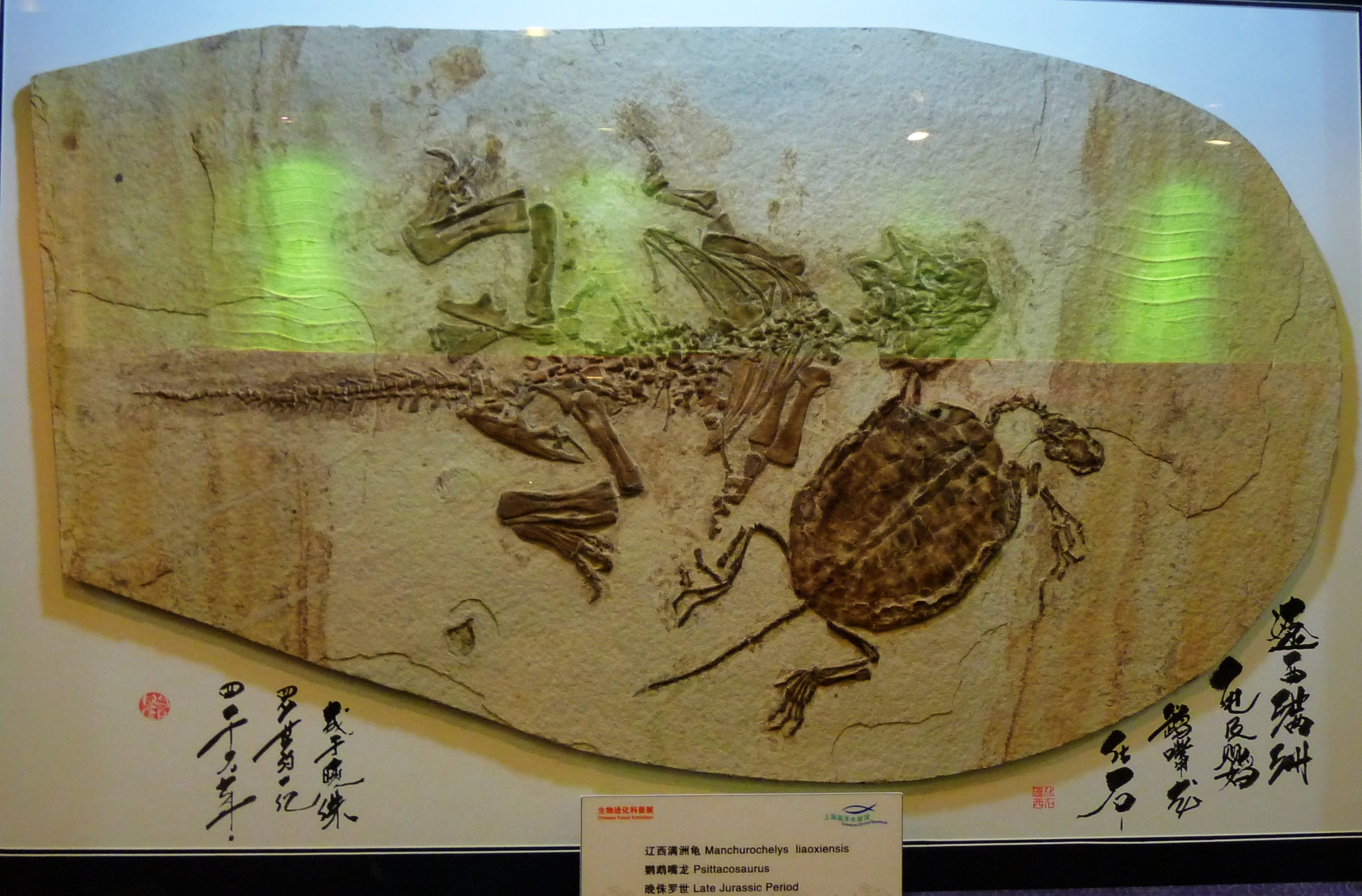
함께 보존된 오르도세미스 리아오시엔시스와 프시타코사우루스

이 외의 표본들도 많이 있지만 어떤 특정 종에 속하는지 결정할 수 없거나 아직 분류가 되지 않았다. 이 표본들은 일반적으로 Psitaccosaurus sp. 로 지칭되는데, 이들이 한 종에 속한다고 볼 수는 없다.
200 개 이상의 프시타코사우루스 표본이 깃털공룡 화석으로 유명한 랴오닝 성의 이셴 층에서 발견되었다. 이들 대부분은 기존에 보고된 종들에 속하지 않지만 많은 수가 매우 잘 보존되어 있고 일부는 이미 부분적으로 기재되기도 했다.
2005년과 2006년 여름에 몽골의 고생물학자 볼로르체체그 민진 (Bolortsetseg Minjin) 과 미국 몬태나 주 록키 박물관의 잭 호너가 몽골에서 100 개 가까이 되는 프시타코사우루스의 골격을 발굴했다. 지금까지 몽골에서 보고된 것은 P. mongoliensis 가 유일하지만 이 표본들은 여전히 처리 중이며 아직 특정 종으로 분류되기 전이다.